# اردوگاه نهر البارد
اردوگاه پناهندگان نهر البارد (به عربی: مخیم نهر البارد) یک اردوگاه پناهندگان در لبنان است که در شهرستان عکار واقع شده است.